# 夕方もポチッとMラジ
『夕方もポチっとMラジ』（ゆうがたもポチっとエムラジ）は、MBSラジオが2021年10月4日から毎週月曜日 - 金曜日の夕方（基本として15:00 - 17:43）に編成する生ワイド番組のレーベル枠。タイトルと出演者が異なる5本の通年番組を、曜日ごとに組み込んでいる。
キャッチコピーは、「夕方は個性豊かな顔ぶれでリボーンする」。レーベル名の『ポチっとMラジ』は、MBSラジオが2021年4月1日から使用中のキャッチフレーズに由来している。

## 概要
2021年3月31日まで毎日放送（当時はテレビ・ラジオ兼営局）のラジオ放送部門であったMBSラジオでは、2009年の4月から『上泉雄一のええなぁ!』を平日のランチタイム（10:30 - 12:30）に編成。2015年4月改編からは、『松井愛のすこ〜し愛して♥』と放送枠を交換する格好で、平日の夕方（基本として15:30 - 17:43）に放送を続けていた。もっとも、『ええなぁ!』は2019年の10月改編で、放送曜日を週4日（月 - 木曜日）に縮小。『ええなぁ!』金曜日の放送枠で、『福島のぶひろの、金曜でいいんじゃない?』（毎日放送アナウンサー・福島暢啓の冠番組）の放送を開始した。
毎日放送では2021年4月1日付で、ラジオ放送事業とラジオ放送免許を「株式会社MBSラジオ」へ移管。株式会社MBSラジオでは、上記の生ワイド番組の制作を本社コンテンツデザイン局のプロデュースセンターで担うとともに、「ポチっとMラジ」というキャッチフレーズを新たに設定した。その一方で、上泉・松井・福島がアナウンサーとして勤務する毎日放送はテレビ単営局へ移行したが、上記の冠番組には「MBSアナウンサー」との肩書でパーソナリティを続けている。
その一方で、MBSラジオでは2021年の10月に、（毎日放送時代を含めても）「史上最大」とされる規模で番組の改編を実施。改編率は76.1%で、2008年の4月改編から平日に放送されてきた『子守康範 朝からてんコモリ!』を終了させたうえで、同番組の最終放送枠（平日の6:00 - 8:00）を『上泉雄一のええなぁ!』に引き継がせた（『金曜でいいんじゃない?』の開始に伴って終了していた金曜日の放送も復活）。これに伴って、月 - 木曜日の夕方に自社制作で放送する生ワイド番組も一新。2020年度までナイターオフ期間のレーベル枠（「MBSヨル隊」）などで放送していた番組の一部を通年番組として曜日別に編成するとともに、金曜日で放送を継続する『金曜でいいんじゃない?』も包括するレーベル枠を平日の夕方へ新たに設定した。MBSラジオが自社で制作する平日夕方の生放送番組において、レギュラーパーソナリティが月 - 金曜日の全てで異なる編成は、笑福亭仁鶴、諸口あきら、オール阪神・巨人、笑福亭鶴光などが日替わりで出演していた『ごきげんさん!3時は○○です』（○○は曜日別パーソナリティの氏名・芸名）が『すみからすみまで角淳一です』の放送開始に伴って1984年3月で終了して以来37年6ヶ月振りである。
ちなみに、MBSラジオでは2021年の10月改編に際して、平日の早朝（『ええなぁ!』）から夕方（当レーベル）までの生ワイド番組を基本として正時スタート（6:00、8:00、10:00、12:00、15:00）へ統一する方針を策定。当レーベル内の番組については、この方針の下で、通常編成における放送開始時刻を15:00に定めた。そのため、前枠番組の『こんちわコンちゃんお昼ですょ!』『すこ〜し愛して♥』、改編前まで15:30から放送していた『金曜でいいんじゃない?』の放送開始時刻を30分ずつ繰り上げた（『金曜でいいんじゃない?』は放送枠の拡大・他の2番組は放送枠の完全スライドで対応した）一方で、改編前まで19年間にわたって8:00 - 10:30に組まれていた『ありがとう浜村淳です』の放送枠が「総合的な判断」から8:00 - 10:00の2時間に短縮されている。
また、『こんちわコンちゃん』のエンディングでは、後枠番組（改編前までは『ええなぁ!』『金曜でいいんじゃない?』）との間で出演者同士がクロストークを展開することが恒例と化していた。しかし、前述した放送時間の繰り上げによって時報で中断される可能性が生じたことから、10月1日（金曜日）放送分で終了。このような事情から、『こんちわコンちゃん』の出演者と当レーベル内の番組出演者によるクロストークは放送されていない。

## 放送時間
2024年9月27日（金曜日）まで、15時の時報とオープニングパートの間には、「夕方も（夕方も）ポチっとMラジ（ポチーっ!）」（毎日放送アナウンサーの松本麻衣子が声を当てた当レーベル専用のサウンドステッカー）を流していた。
全曜日とも、「MBSニュース」を15:50 - 15:53頃、「MBS交通情報」を15時台と17時台前半、ラジオショッピングコーナーを15時台（はぴねすくらぶ）と16時台（日本直販→快適生活ラジオショッピング（2024年9月30日 - ））、「お天気のお知らせ」（天気予報）を16:40前後、「ネットワークトゥデイ」（JRN全国ニュースの企画ネット版）を17:30前後に内包している。
さらに、16時台の終盤（16:51 - 17:00）には事前収録のフロート番組を挿入。レーベルの設定当初から2023年3月までは、TBSラジオが（放送対象地域の近畿広域圏がMBSラジオと重複する朝日放送ラジオを除く）JRNの加盟局向けに制作した全国ネット番組を、全曜日にわたって放送していた（詳細後述）。金曜日には2023年1月から『三井ダイレクト損保 presents 強くてやさしい金曜日』を編成しているが、月 - 木曜分の放送枠が『朗読のミカタ』（2022年10月から半年間編成）の終了（2023年3月30日）を機に廃止されたため、月 - 木曜日では翌週（4月3日）から「ポチっとMini枠」（MBSラジオの自社制作による事前収録のコーナー）に転換している。
- 月・金曜日 15:00 - 17:43（通年）
- 火 - 木曜日 
  - 15:00 - 18:00（年度下半期）
  - 15:00 - 17:54（年度上半期）
    - 17:43 - 17:45に『地震防災メモ』または『気象一口メモ』（月・金曜日は単独番組として編成）を内包[6]するため、実際には2部構成で放送する。
    - 2021年度には、2021年の日本プロ野球（NPB）レギュラーシーズンが下半期の序盤（最長で11月上旬）まで、セントラル・リーグのクライマックスシリーズ（阪神タイガースの進出が10月上旬に確定）とパシフィック・リーグのクライマックスシリーズ（オリックス・バファローズの進出が10月中旬に確定）が11月の中旬、日本シリーズが同月の下旬に組まれていた。このため、『MBSベースボールパーク』として後枠でNPBのレギュラーシーズンナイトゲームを中継する日には、中継カードの試合開始時刻に応じて以下のように対応している。
      - 試合開始時刻が17時台に設定されているカード（在京3球団主催試合）を中継する場合
        - レーベル内の番組を17:43で終了させたうえで、『地震防災メモ』または『気象一口メモ』、ボートレース住之江開催当日のみ『ボートレース住之江ガイド』をはさんで、中継を17:45から開始。

      - 試合開始時刻が18:00に設定されているカード（上記以外の試合）を中継する場合
        - 『地震防災メモ』または『気象一口メモ』をはさんで、第2部に相当する時間帯（17:45 - 17:54）を中継の前座コーナーに充てたうえで、17:54から『MBSベースボールパーク』を放送。前座コーナーには『ベースボールパーク』スタジオアシスタントが出演せず、MBSラジオ制作の阪神戦中継を放送する場合には、同局のスタジオ（レーベル内の番組の出演者）と中継先の球場の放送席（実況アナウンサー・解説者）を中継で直結していた。

      - クライマックスシリーズ（CS）以降のポストシーズンでは、阪神が11月5日（土曜日）からのCSファーストステージで第1戦・第2戦（いずれもデーゲーム）で敗れたため、第2戦でも決着しない場合に18:00開始のナイトゲームとして予定されていた第3戦が発生しなかった。オリックスは（ブルーウェーブ時代の1996年以来）25年振りにパシフィック・リーグ（パ・リーグ）で優勝したため、11月10日（水曜日）からのファイナルステージ（京セラドーム大阪で18:00開始のナイトゲーム）でファーストステージ突破チーム（実際にはレギュラーシーズン2位の千葉ロッテマリーンズ）と対戦。MBSラジオでは、阪神のファーストステージ敗退を受けてパ・リーグのファイナルステージ全試合を自社制作で中継したが、中継期間中の平日には当レーベル内の番組を年度下半期の通常構成に沿って放送している。

    - 2017年以降のNPBドラフト会議開催日（2019年まではレギュラーシーズンの終了後で10月中 - 下旬の木曜日→2020年以降はレギュラーシーズンの終盤に当たる10月中 - 下旬の月曜日）に『上泉雄一のええなぁ!』の17時台前半へ内包していた会議の生中継（ニッポン放送の制作、MBSラジオでは1巡目の指名シーンのみ放送）[7] については、2021年のみ10月11日（月曜日）に当レーベル（『金村義明のええかげんにせぇ～!』）内で継続していた。ただし、開催日が10月の第4木曜日に戻った2022年以降は放送していない。
    - 2022年度以降のNPBシーズン中には、火曜日にMBSラジオの制作で阪神のナイトゲームを中継する場合に限って、『森たけしのスカタンラジオ』内で前座コーナーを編成（パーソナリティの森たけしが、読売テレビのアナウンサー時代から阪神の大ファンであることを出演番組で公言していることなどによる）。ただし、同局が祝日と重なる平日に阪神のデーゲームを中継する場合には、『スカタンラジオ』を含めて当レーベル内の番組をあらかじめ休止[8]。本来は16:53 - 17:00に内包している事前収録のフロート番組を中継の開始前、『ネットワークトゥデイ』を中継の終了直後から単独番組として放送している。

## 曜日別の番組と概要
◎：毎日放送の現職アナウンサー

月曜日: 『金村義明のええかげんにせぇ〜!』　
- 出演者：金村義明、井上雅雄◎、田中良子（舞夢プロ所属のタレントで2024年4月1日放送分から加入）
- 過去の出演者：福良美恵（舞夢プロ所属のタレントで放送上の愛称は「みぃちゃん」）（2021年10月4日 - 2024年3月25日）
  - 2015年度から2021年9月まで『上泉雄一のええなぁ!』の月曜日にパートナーとして出演していた金村が、2017年度以降のナイターオフ期間に「MBSヨル隊」の火曜枠でパーソナリティを務めていた番組を通年番組化。
  - MBSラジオでは、毎日放送時代の2000年代初頭から、月曜日の18時台に生放送のスポーツ情報番組を通年で編成。2020年4月から『タイガース全力応援宣言 MBSマンデーベースボールパーク』を放送してきたが、2021年NPBレギュラーシーズン中の9月27日に終了させたうえで、スポーツ情報番組枠を当番組に事実上集約させた。
  - 井上はスポーツアナウンサーで、当番組では、「ヨル隊」時代の最初の2シーズン（2017・2018年度）に金村のパートナーを務めた。『MBSマンデーベースボールパーク』のパーソナリティなどを経て、当番組への通年番組化を機にパートナーへ復帰。また、同じタイミングで福良がパートナーへ加わった。
  - 福良は2024年3月25日放送分で番組を卒業することを前週の18日放送のエンディングで発表し、翌週の放送分をもって卒業した。

火曜日: 『森たけしのスカタンラジオ』　
- 出演者：森たけし（読売テレビ出身のフリーアナウンサー）、斉藤雪乃、さいとうわに（構成作家）、石田英司（月に1回のペースでニュース解説を担当。毎日放送との嘱託雇用期間満了後の2024年10月1日放送分からレギュラー出演者に）
  - 読売テレビのアナウンサーだった森が、2020年3月の定年退職・フリーアナウンサーへの転身を経て、2020年度ナイターオフ期間の毎週木曜日20:00 - 20:56に単独でパーソナリティを務めていた生放送番組。通年放送への移行に際して、『朝生ワイド す・またん!』（自身が読売テレビのアナウンサー時代から司会を担当）で長年共演している斉藤（2021年1月28日放送分にゲスト出演）をパートナー（同番組での呼称は「助役」）に据えた。

水曜日: 『メッセンジャーあいはらのYouはこれから!』　
- 出演者：メッセンジャーあいはら、武川智美◎、あいはらと同じく吉本興業へ所属する漫才コンビのメンバー（藤崎マーケット・田崎佑一、女と男・市川義一、トミーズ健などが週替わりで出演）もしくは藤林温子◎
  - 2016年度の「スマラジW」（「MBSヨル隊」の前身に当たるナイターオフ期間のレーベル枠）で火曜日、2017年度以降の「MBSヨル隊」で水曜日で放送されていた『メッセンジャーあいはらの夜はこれから!』を母体に、放送の時間帯が夕方へ繰り上がることに合わせて、タイトルの一部を「夕」（ゆう）と読ませる「You」（夕）に変えたうえで通年番組化。
  - あいはら・武川とも、『ええなぁ!』の初期（平日ランチタイムでの放送時代）にレギュラーで登場していた。武川は2021年9月29日まで『こんちわコンちゃん』へ毎週水曜日に出演していたが、後枠に編成される当番組の開始を機に、出演曜日を毎週木曜日に変更。
  - 藤林は2016年4月から2021年3月29日まで『ええなぁ!』の一部曜日（主に月曜日）でコーナーレギュラー、2018・2019年度には『メッセンジャーあいはらの夜はこれから!』のアシスタントを務めていた。体調不良を理由に2022年3月末から毎日放送を休職していたが、同年7月6日放送分への出演を機に、毎日放送アナウンサーとしての活動を再開している[9]。なお、2023年度のNPBシーズン中には『MBSベースボールパーク』（ナイトゲーム中継枠）のスタジオアシスタントと『ベースボールパークEXトラ!』（後座番組）のパーソナリティを毎週火・水曜日に担当していたため、当番組には17:25頃まで出演。

木曜日: 『ミッツ・マングローブのOSAKA・ん!メガミックス』 　
- 出演者：ミッツ・マングローブ、亀井希生◎
  - 2023年度のナイターオフ期間で毎週火 - 金曜日の18・19時台に編成されていた「不惑のMラジ」の木曜分（『ミッツ・マングローブのかしこラジオ』）をベースに、当レーベルで木曜日に組まれていた『茶屋町ヤマヒロ会議』）の終了を受けて[10]2024年4月4日から放送。

金曜日: 『福島のぶひろの いんじゃない?』　
- 出演者：福島暢啓◎、関岡香◎、前田智宏（毎日放送報道情報局の気象情報部と契約している気象予報士、当レーベルへの編入前から同部が金曜分を担当している「お天気のお知らせ」に出演）
  - 『ええなぁ!』の金曜夕方版を編成していた時間帯に、『福島のぶひろの、金曜でいいんじゃない?』というタイトルで2019年10月から放送。2021年10月1日までは15:30から放送を始めていたが、同月の改編で放送時間を30分拡大したうえで、8日放送分から当レーベルに組み込んでいる。
  - 2024年4月5日放送分から、番組のタイトルを『福島のぶひろの いんじゃない?』に変更。

### 過去の番組
木曜日: 『茶屋町ヤマヒロ会議』 　
- 出演者：山本浩之（関西テレビ出身のフリーアナウンサーで愛称「ヤマヒロ」）、山本量子（2021年12月から古川圭子◎が随時代演）、さいとうわに
  - 2014年4月から2021年3月までは事前収録で、毎週日曜日の10:00 - 10:57に通年で放送していた。『地方創生プログラム ONE-J』（JRN32局ネットの生放送番組）の開始に伴う日曜午前帯の大幅な改編による一旦終了を経て、生ワイド番組として復活。日曜放送時代と同じく「会議」のテーマに見合ったゲストを毎日放送の内外から招いていた。
  - 山本浩之が2024年4月から『ヤマヒロのぴかッとモーニング』（『ありがとう浜村淳です』平日版の後継番組）でパーソナリティを務めることに伴って、『茶屋町ヤマヒロ会議』としての放送を同年3月28日で再び終了[11]。『ぴかッとモーニング』では、古川が月・火曜分、山本量子が水曜分の初代パートナーに起用されている。

## ポチっとMini枠
2023年4月3日（月曜日）から月 - 木曜日の16:51台 - 17:00に内包されている事前収録のコーナーで、基本として毎日放送のアナウンサーから1名が週替わりで4日間を通じて出演。その一方で、放送週によっては、アナウンサー以外の人物がパーソナリティやゲストとして出演することもある。
なお、アナウンサーが単独で初出演する週の放送では「喜怒哀楽っくミュージック」というテーマを設けており、月曜日には「喜」、火曜日には「怒」、水曜日には「哀」、木曜日には「楽」にちなんだトークと楽曲を放送していた。2024年7月からはアナウンサー向けの新シリーズ「我がふるさとミュージック」を設定。

### 開始までの経緯とCMの扱い
月 - 木曜日の当該時間帯では、『上泉雄一のええなぁ!』時代に続いて、TBSラジオの制作による以下の事前収録番組を2023年3月30日（木曜日）まで内包。いずれも「JRNのネットワークセールス番組」と扱われて、ネットスポンサーからのCM（ネットCM）が放送の直後にヒッチハイク方式で流れていたほか、前述した『朗読のミカタ』以外の番組には別のスポンサーが付いていた。こうした事情から、MBSラジオが特別編成（年末年始など）によって当レーベル内の番組をあらかじめ休止する場合には、単独番組として放送。『MBSベースボールパーク』として祝日にデーゲーム中継を実施する場合には、単独番組としての放送枠を中継前の時間帯（基本として13:45 - 13:55）に設定する措置を講じていた。
- 2021年10月4日 - 2022年9月23日：『GIFT〜未来への贈り物〜』（月 - 金曜日）
- 2022年9月26日 - 2023年12月30日：『朗読のミカタ』（同上）
- 2023年1月2日 - 2月23日／2023年3月27日 - 3月30日：『朗読のミカタ』（月 - 木曜日）
  - 金曜日には2023年1月6日から『三井ダイレクト損保 presents 強くてやさしい金曜日』を編成。当初は3ヶ月限定で放送することが告知されていたが、実際には同年の4月以降も放送しているため、MBSラジオでは「福島のぶひろの、金曜でいいんじゃない?」への内包を続けている。
- 2023年2月27日 - 3月23日：『朗読のミカタ』（月・火・木曜日）『教えてスタ弁@法テラス相談室』（水曜日）[12]

TBSラジオでは『朗読のミカタ』の終了（2023年3月30日）を機に、月 - 木曜日の午後 - 夕方帯におけるJRN全国ネット向け事前収録番組の制作を終了する一方で、翌週（4月3日）以降も（MBSラジオを含む）他のJRN加盟局に対するネットCMの配信をヒッチハイク（またはカウキャッチャー）方式で継続。このような事情から、MBSラジオでは『朗読のミカタ』の放送枠を4月3日から自社制作の「ポチっとMini枠」へ転換した。ただし、実際には「ポチっとMini枠」からECCの時報CMに直結させているため、ネットCMについては『こんちわコンちゃんお昼ですょ!』内（通常は「ジャパネットたかたラジオショッピング」直後の13:39 - 13:40頃に編成されているスポットCM枠）で消化している（当該項で詳述）。

### 当レーベルの番組をあらかじめ休止する日の扱い
MBSラジオでは「ポチっとMini枠」にスポンサーを付けていないが、『MBSベースボールパーク』のデーゲーム中継枠を祝日に組む場合には、2023年5月3日（水曜日・憲法記念日）から「ポチっとMini枠」を単独番組として13:45 - 13:55に編成している。この場合には本来の内包先であるレーベル番組をあらかじめ休止しているが、「ポチっとMini枠」については、中継予定カードの中止が中継の開始前までに決まっていても以上の時間帯で放送。同日放送分のみ、出演者（当時毎日放送に在籍していた野嶋紗己子アナウンサー）のコメントも松本のナレーションも、夕方での放送を前提に収録された音源から流していた。
なお、2024年10月14日（スポーツの日）も、2024年のセントラル・リーグクライマックスシリーズ1stステージ 阪神対DeNA戦の第3戦が行われる予定のため、上記と同じ処置で13:45 - 13:55に単独枠を取る予定になっていたが、第2戦での決着となったため、通常の月曜編成に準じて放送されることになった。
年末年始は、単独番組として17:35 - 17:43に編成。

### 出演者
特記しない限り、放送の時点で毎日放送の現職アナウンサー。内包先のレーベル番組や、放送の時間帯に『よんチャンTV』（毎日放送における平日夕方帯の関西ローカル向け生放送番組）へ出演中のアナウンサーも含まれている。その一方で、2023年5月から2024年4月までは、毎月最終週のパーソナリティを伊藤利里子（ファッションモデル・ラジオパーソナリティ）が担当していた。

### 2023年
- 4月3日 - 6日：関岡香
- 4月10日 - 13日：松本麻衣子
- 4月17日 - 20日：金山泉
- 4月24日 - 27日：藤林温子
- 5月1日 - 4日：野嶋紗己子[14]
- 5月8日 - 11日：亀井希生
- 5月15日 - 18日（「ポチっと特別対談」として放送）：松井愛、稗田淳（栄光フーズ[15]代表取締役社長）
- 5月22日 - 25日：伊藤利里子
- 5月29日 - 6月1日：山崎香佳
- 6月5日 - 8日：松川浩子
- 6月12日 - 15日：上田悦子
- 6月19日 - 22日：中野広大
- 6月26日 - 29日：伊藤利里子
- 7月3日 - 6日（「川岸ゆかの突撃リポート!〜ファンビ寺内編〜」として放送）：川岸ゆか（タレント）
- 7月10日 - 13日：近藤亨
- 7月17日 - 20日：古川圭子[16]
- 7月24日 - 27日：伊藤利里子
- 7月31日 - 8月3日（「chocoZAP×ポチっとMini枠 キンタロー。のすき間でエクササイズ!」として放送）：キンタロー。（タレント）
- 8月7日 -  10日（「榮交通×ポチっとMini枠 タクシー業界の裏話・こぼれ話!」として放送）[17]：森たけし
- 8月14日 - 17日：西靖
- 8月21日 - 24日：三ツ廣政輝
- 8月28日 - 31日：伊藤利里子
- 9月4日 - 7日：赤木誠（嘱託扱いの「シニアスタッフ」から初めての担当）[18]
- 9月11日 - 14日（「株式会社MONNALI×ポチっとMini枠 今日からできる美容ケア♡」として放送）：松井愛、尾形麗（株式会社MONNALI代表取締役副社長）
- 9月18日 - 21日[19]：馬野雅行[20]
- 9月25日 - 28日：伊藤利里子
- 10月2日 - 5日：清水麻椰[21]
- 10月9日 - 12日：福島暢啓[22]
- 10月16日 - 19日：前田春香[23]
- 10月23日 - 26日：伊藤利里子
- 10月29日 - 11月2日：（「今Bリーグが熱い!」と銘打って放送）：能政夕介（フリーアナウンサー）
- 11月6日 - 9日：西村麻子
- 11月13日 - 16日：武川智美
- 11月20日 - 23日：大吉洋平
- 11月27日 - 30日：伊藤利里子
- 12月4日 - 7日：川地洋平
- 12月11日 - 14日：上田崇順
- 12月18日 - 21日（「SeaBank株式会社×ポチっとMini枠」として放送）：近藤光史（『こんちわコンちゃんお昼ですょ!』パーソナリティ）、深井勝（SeaBank株式会社）
- 12月25日 - 28日：伊藤利里子

### 2024年
- 1月2日 - 4日[24]：石田英司（当時MBSラジオの「シニアスタッフ」でニュース解説者）[25]
- 1月8日 - 11日：大村浩士
- 1月15日 - 18日：井上雅雄
- 1月22日 - 25日：石田英司
- 1月29日 - 2月1日：伊藤利里子
- 2月5日 - 8日：河本光正
- 2月12日 - 15日：来栖正之
- 2月19日 - 22日[26]：上泉雄一[27]、ビスケットブラザーズ[28]
- 2月26日 - 29日：伊藤利里子
- 3月4日 - 8日：山中真
- 3月11日 - 14日（「3月18日開幕!センバツ高校野球大会企画」として放送）：森本栄浩、かみじょうたけし（高校野球への造詣が深いピン芸人）
- 3月18日 - 21日（「株式会社キンレイ×ポチっとMini枠」として放送）：近藤夏子（シンガーソングライター、ラジオパーソナリティ）、若生直浩（株式会社キンレイ商品本部商品部・商品開発チーム技術開発グループリーダー）
- 3月25日 - 28日：伊藤利里子、平井俊輔（どりあんず）
- 4月1日 - 4日：上泉雄一
- 4月8日 - 11日：伊藤利里子[29]
- 4月15日 - 18日：松井愛
- 4月22日 - 25日：海渡未来[30]
- 4月29日 - 5月2日：ケプラ（4人組のバンド）
- 5月6日 - 9日：来栖正之[31]
- 5月13日 - 16日（「Aぇ! groupCDデビュー特集!!!!!」として放送）：Aぇ! group（関西ジャニーズJr.から誕生したグループの1つ）[32]
- 5月20日 - 23日：玉巻映美[33]
- 5月27日 - 30日：感覚ピエロ（大阪で結成されたロックバンド）
- 6月3日 - 6日：亀井希生
- 6月10日 - 13日：牧達弥（go!go!vanillas）
- 6月17日 - 20日：K4（4人組K-POPグループ）
- 6月24日 - 27日：石田英司
- 7月1日 - 4日（「我がふるさとミュージック」として放送）：藤林温子
- 7月8日 - 11日（「我がふるさとミュージック」として放送）：山崎香佳
- 7月15日 - 18日（「THE RAMPAGE NEWシングル『24karats GOLD GENESIS』リリース記念特集!」として放送）：川村壱馬、鈴木昂秀
- 7月22日 - 25日（「兵庫県特殊詐欺対策普及啓発×ポチっとMini枠」として放送）：森たけし「兵庫県特殊詐欺対策〜特殊詐欺ってなんぞや!?〜」
- 7月29日 - 8月1日（「1stアルバム『POP STAR』リリース記念特集!」として放送）：パーカーズ
- 8月5日 - 8日（「我がふるさとミュージック」として放送）：上田悦子
- 8月12日 - 15日（「兵庫県特殊詐欺対策普及啓発×ポチっとMini枠」として放送）：上代貴子「兵庫県特殊詐欺対策〜特殊詐欺ってなんぞや!?〜」
- 8月18日 - 22日（「なにわ男子 NEWシングル『コイスルヒカリ』リリース記念特集!」として放送）：西畑大吾、大橋和也、高橋恭平
- 8月25日 - 28日（「我がふるさとミュージック」として放送）：来栖正之
- 9月2日 - 5日（ME:I NEWシングル『Hi-Five』リリース記念特集!」として放送）：AYANE、KOKONA、RINON
- 9月9日 - 12日（「アルジェニクスジャパン×ポチっとMini枠」として放送）：伊藤量基（関西医科大学 血液腫瘍内科）、加藤恒（大阪大学医学部附属病院 血液腫瘍内科）、松本純（オフィスキイワード）「見逃さないで!“病気のシグナル”!〜特発性血小板減少性紫斑病について〜」
- 9月16日 - 19日（「我がふるさとミュージック」として放送）：中野広大
- 9月23日 - 26日（「兵庫県特殊詐欺対策普及啓発×ポチっとMini枠」として放送）：桜井一枝「兵庫県特殊詐欺対策〜特殊詐欺ってなんぞや!?〜」
- 9月30日 - 10月3日（「我がふるさとミュージック」として放送）：松本麻衣子
- 10月7日 - 10日（「我がふるさとミュージック」として放送）：西村麻子
- 10月14日 - 17日（「我がふるさとミュージック」として放送）：関岡香
- 10月21日 - 24日（「我がふるさとミュージック」として放送）：河西美帆
- 10月28日 - 31日（「NEW配信シングル『ねこぜ』リリース記念特集!」として放送）：にしな
- 11月4日 - 7日「NEW配信シングル『Honey:)』リリース記念特集!」として放送）：甲田まひる
- 11月11日 - 14日（「我がふるさとミュージック」として放送）：森本栄浩
- 11月18日 - 21日（「我がふるさとミュージック」として放送）：金山泉
- 11月25日 - 28日（「IS:SUE NEWシングル『Welcome Strangers ～2nd IS:SUE～』リリース記念特集!」として放送）：NANO、RINO、YUUKI
- 12月2日 - 5日（「kobore NEWアルバム『FLARE』リリース記念特集!」として放送）：佐藤赳
- 12月9日 - 12日（「NEW配信アルバム『THE GHOST』リリース記念特集!」として放送）：SHO-SENSEI!!
- 12月16日 - 19日（「辰年アナウンサー上田崇順の我がふるさとミュージック」として放送）：上田崇順
- 12月23日 - 26日（「プッシュプルポット NEW配信シングル『今を生きるあなたへ』リリース記念特集!」として放送）：山口大貴、明神竜太郎
- 12月30日 - 2025年1月2日（「巳年アナウンサー松川浩子の我がふるさとミュージック」として放送）：松川浩子

### 2025年
- 1月6日 - 9日（「馬野雅行のポチっとMini枠〜アナウンサー人生36年を振り返る〜」として放送）：馬野雅行[34]
- 1月13日 - 16日（「阪神・淡路大震災30年プロジェクト『ラジオが となりに』」として放送）：河西美帆（各日）[35]、西靖（13日）、武川智美（14日）、森本栄浩（15日）、古川圭子（16日）